# Лакунца
Лакунца, Лакунса (баск. Lakuntza (офіційна назва), ісп. Lacunza) — муніципалітет в Іспанії, у складі автономної спільноти Наварра. Населення — 1205 осіб (2009).
Муніципалітет розташований на відстані близько 310 км на північний схід від Мадрида, 32 км на захід від Памплони.

## Демографія
Динаміка населення (INE ):

## Галерея зображень

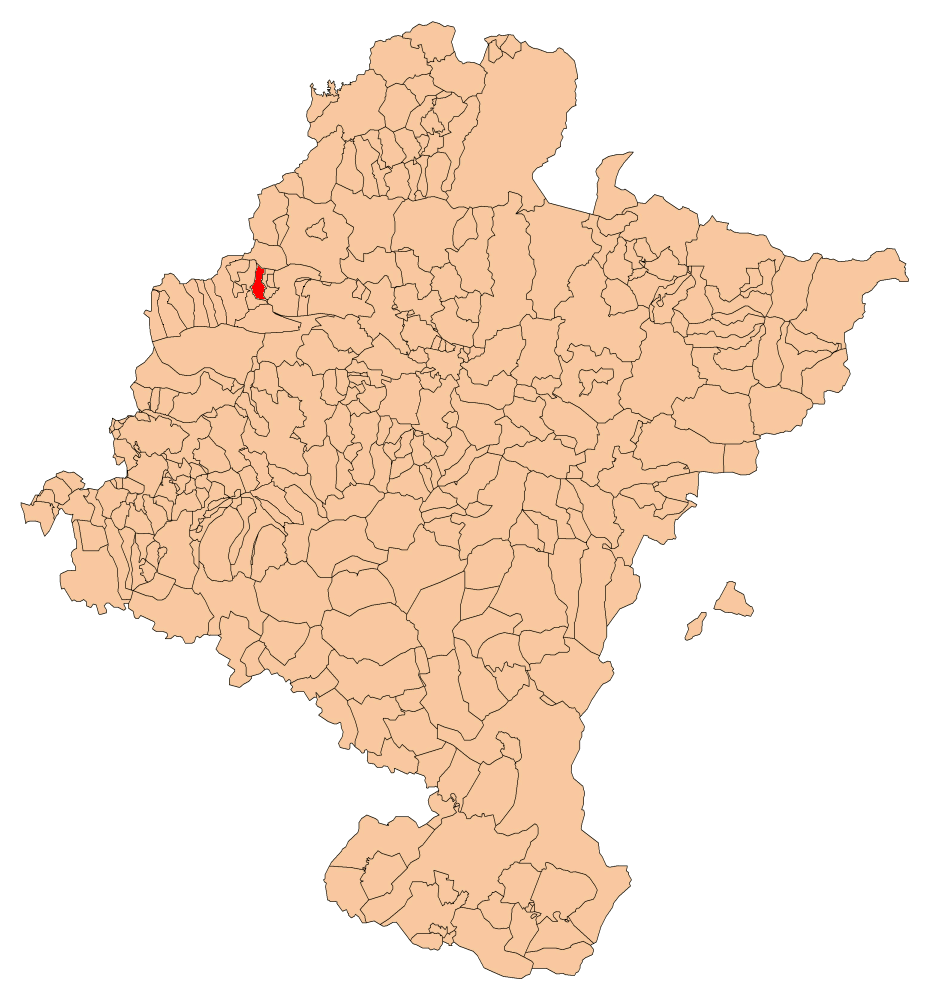
Розташування муніципалітету